# Havasi éger
A havasi éger (Alnus viridis) a nyírfafélék családjába, az éger (Alnus) nemzetség Alnus alnemzetségébe tartozó fafaj. Magyarországon védett.

## Élőhelye
Mészkerülő, magashegyvidéki-havasi faj, fenyvesek és lomberdők szélén, nyiladékain él.

## Leírása
Rendszerint többtörzsű, 2–3 m magas cserje. Zöldesbarna hajtásai szögletesek.
levelei széles-tojásdadok, 3–5 cm hosszúak, élénkzöldek.
A levélszél kétszeresen fűrészes, a fűrészfogak szálkás hegyűek.
Porzós virágai ibolyásbarna barkában, termős virágai- a lombfakadás után- zömök, sárgászöld füzérben nyílnak.
Apró felálló tobozkái sárgásbarna színűek.
A másik két őshonos égerfajunktól , a hamvas éger illetve a mézgás égertől cserje termetével, 5 cm-nél kisebb leveleivel jól megkülönböztethető.

## Képek

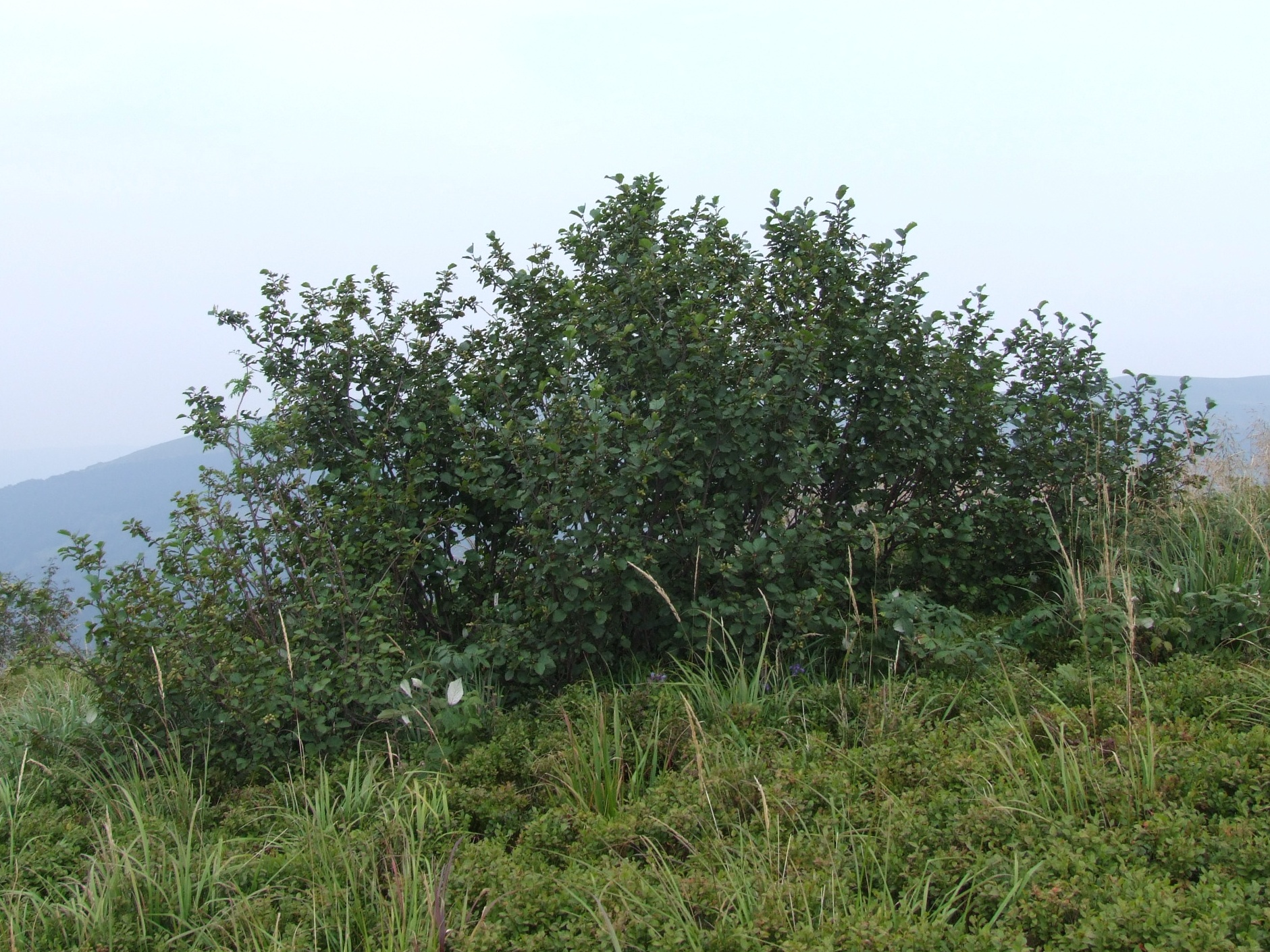
Habitusa
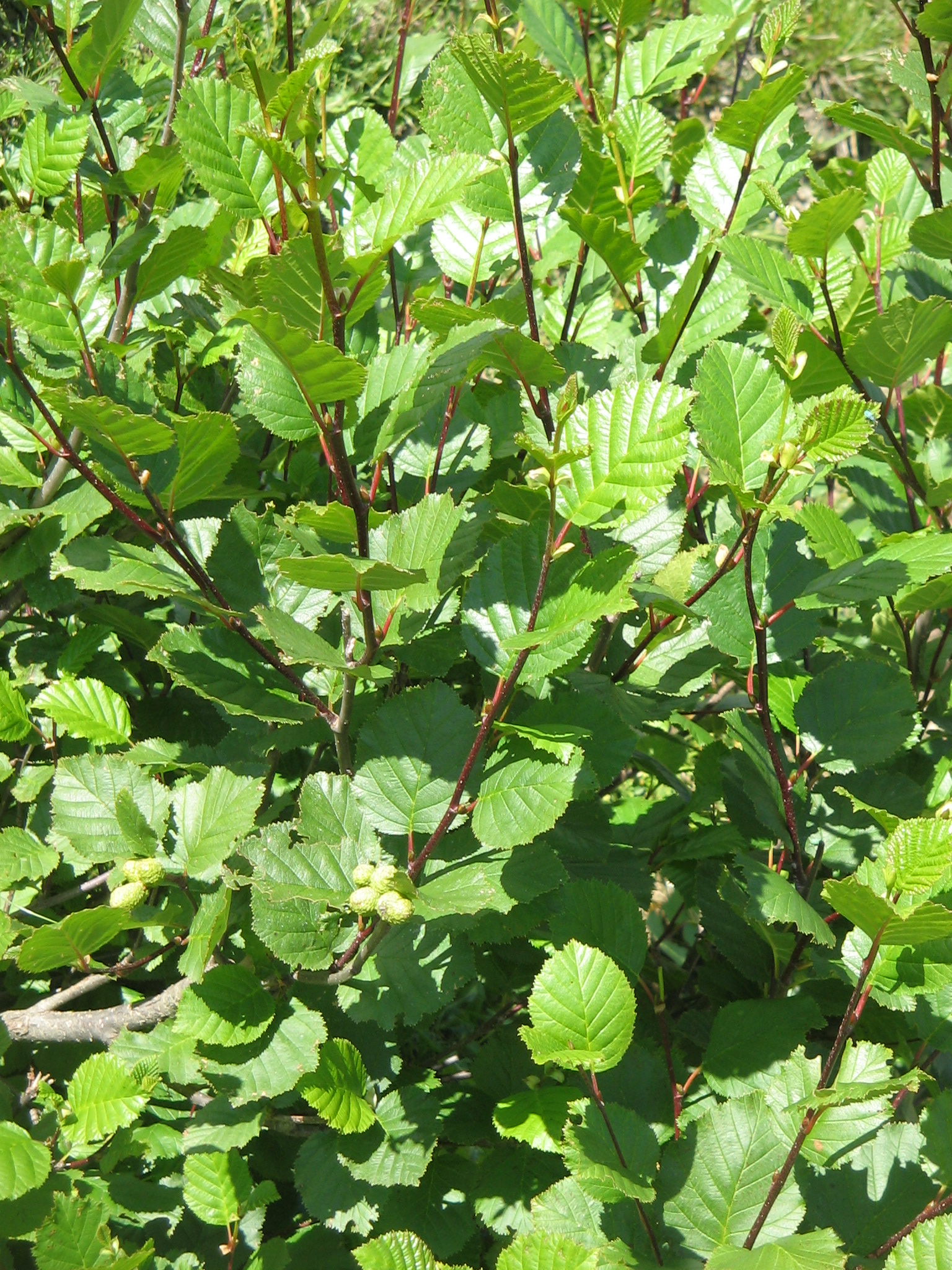
Hajtásai
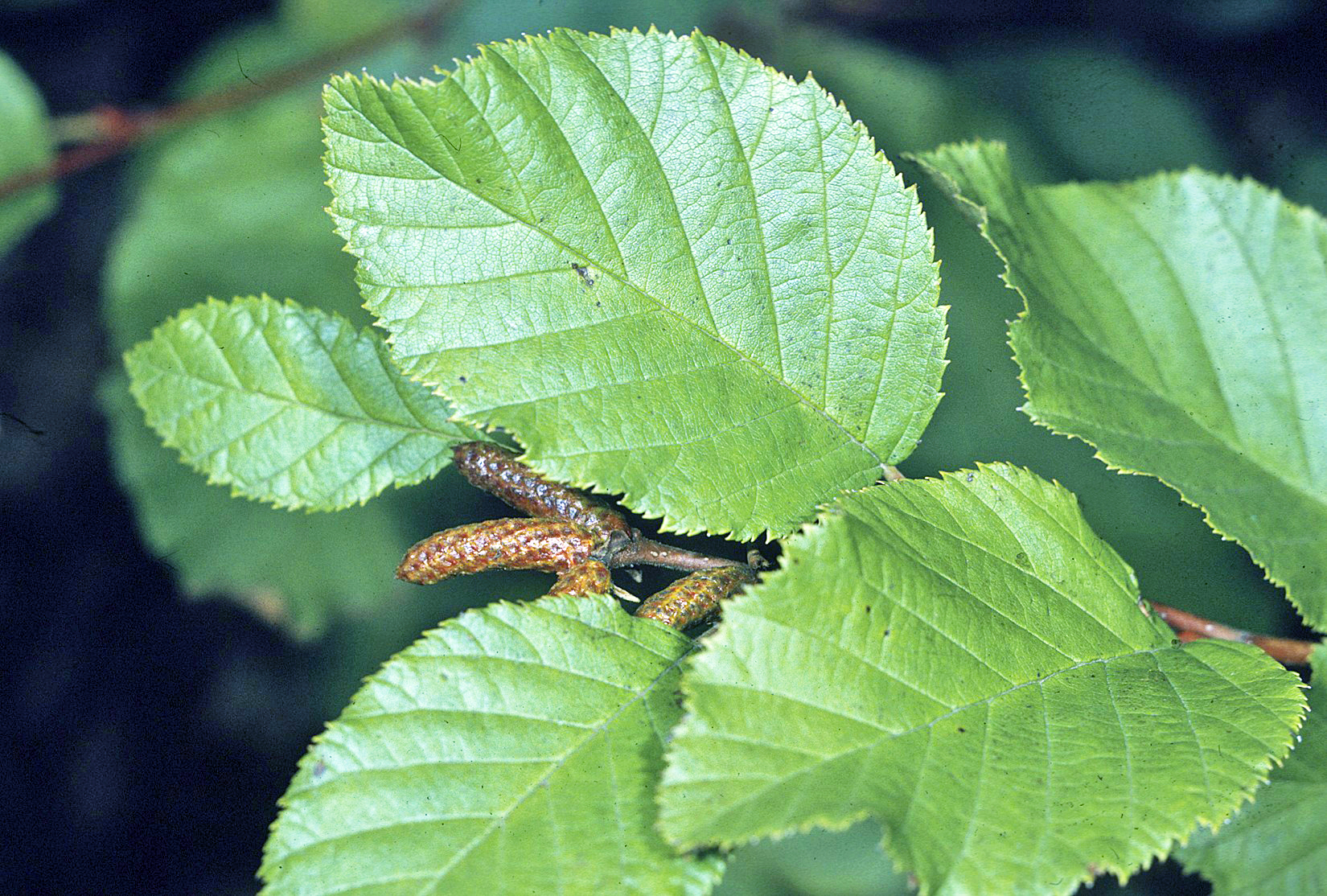
Levelei
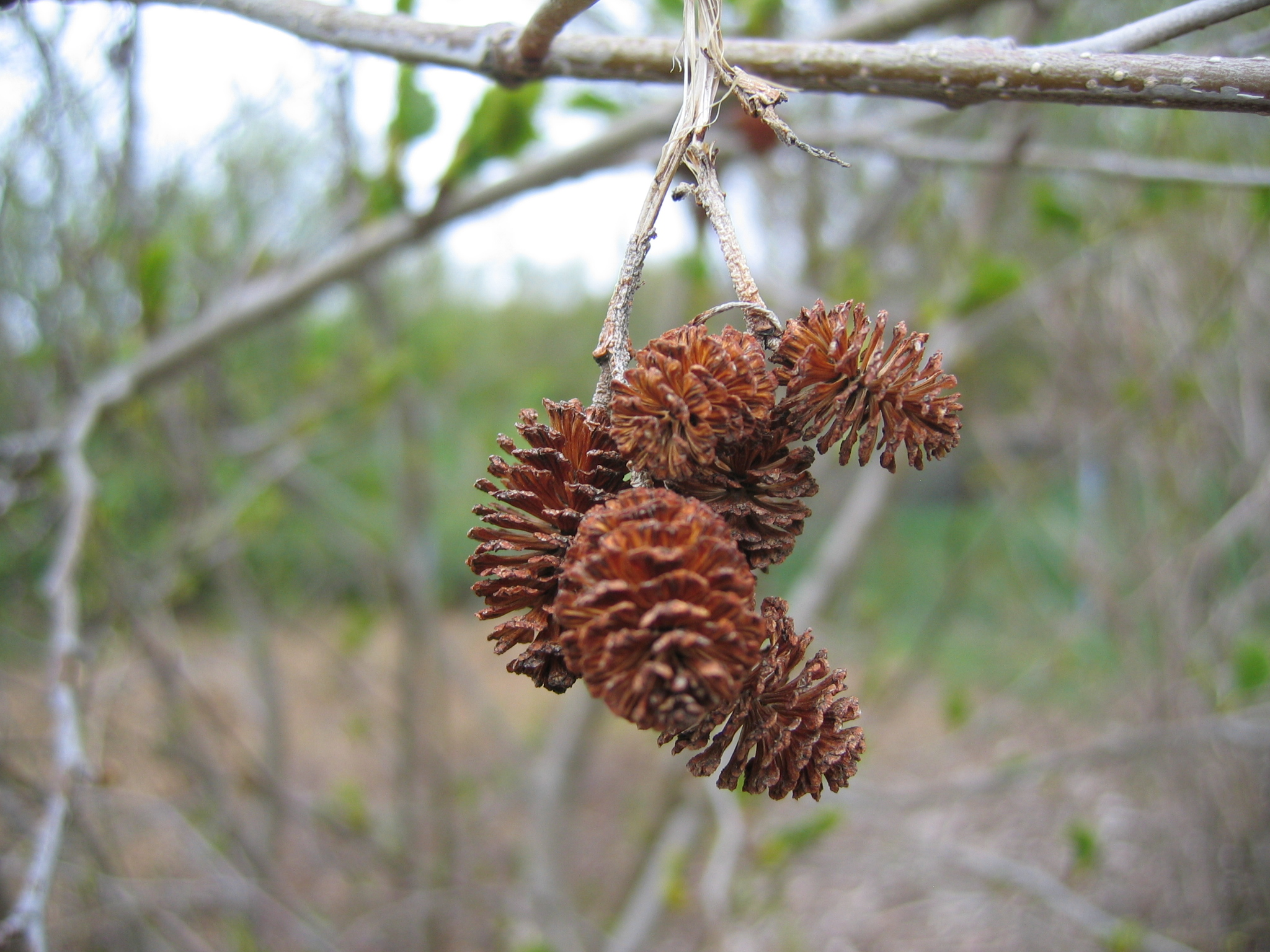
Termése
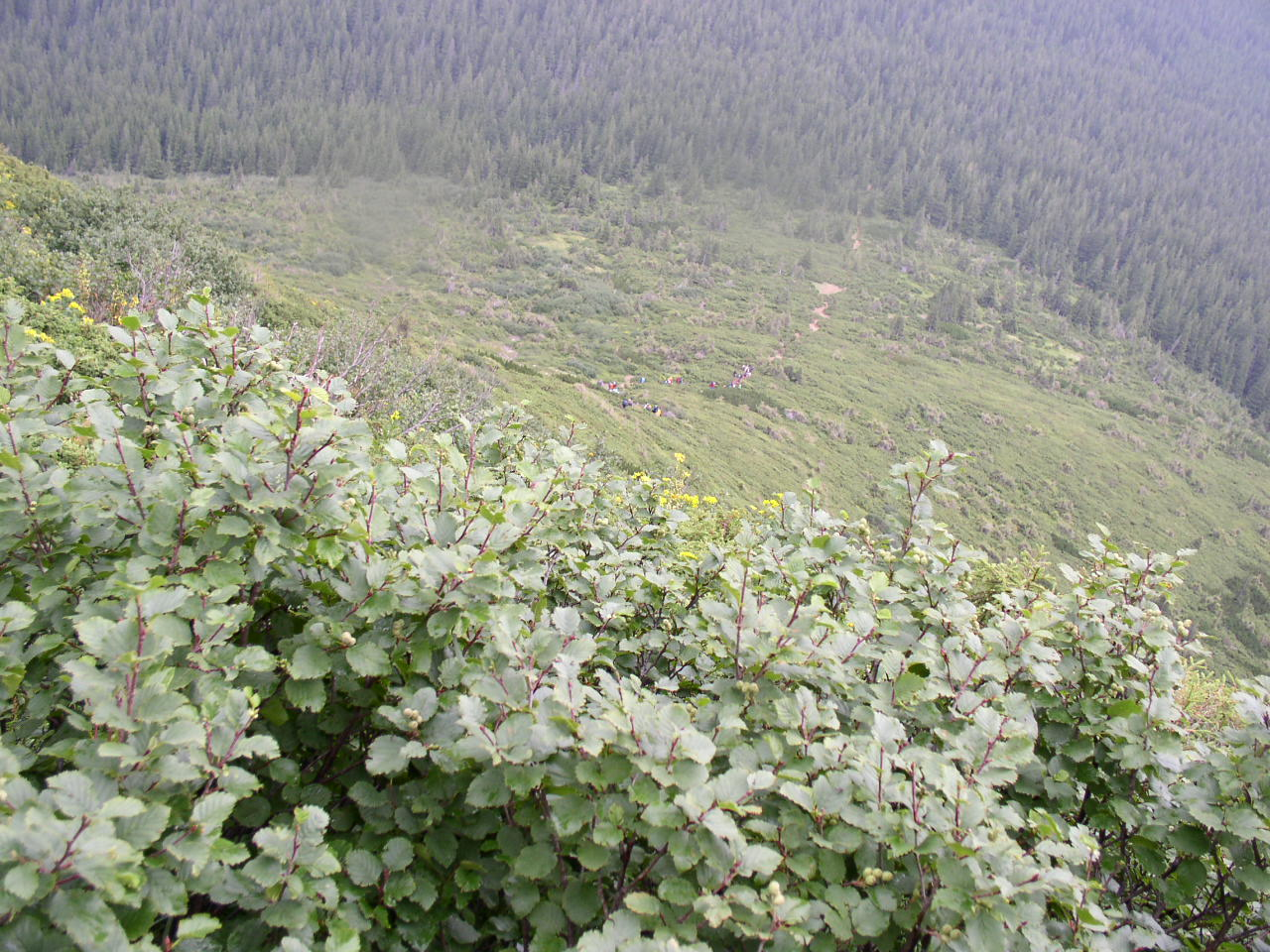
Kárpátokban-Ukrajna